# Smittina alticollarita
Smittina alticollarita är en mossdjursart som beskrevs av Rogick 1956. Smittina alticollarita ingår i släktet Smittina och familjen Smittinidae. Inga underarter finns listade i Catalogue of Life.